# 景洪水电站
景洪大壩或景洪水電站，是中國的一個水壩及水力發電設施，位於雲南瀾滄江，即是湄公河上游，於西双版纳州景洪市，接近中國和泰國的邊境。上游和糯扎渡水电站衔接，下游为橄榄坝水电站，最大坝高108米，安装5台额定容量35万千瓦，额定水头60米水轮机，总装机容量175万千瓦，设计年发电量78亿千瓦时，概算总投资101亿人民币。2008年下半年第一台机组发电，2009年上半年五台机组全部投产。

## 争议
2021年1月6日，中國通知下游地區，自1月5日至24日限水20日。公告指，湄公河上游因維護輸電線路，雲南景洪大壩將限水。泰國國家水務指揮中心說，中方預計將排水量從每秒1,904立方米降到每秒1,000立方米，降幅約為47％。惟湄公河委員會表示，從去年12月31日檢測到湄公河水位下降，但在周三才收到中方通知，河道航運和捕魚活動可能受到影響。
2021年2月12日，《路透社》報導，湄公河委員會警告，由於中國大陸在上游區建立水力發電廠，設立水壩造成水流受限，湄公河水位已出現「令人憂心的低水位，景洪大壩下游的水位出現忽高忽低的現象，而更往下的寮國首都永珍，水位就更為低下」。這影響的不僅是魚類遷徙、農業、交通運輸，甚至是沿河7,000萬以此營生民眾的糧食安全。 如果中方將景洪壩攔截的大水量放出，下游可能就會恢復正常水位。
2021年2月下旬，美国国务院发言人内德·普赖斯（Ned Price）在推特上称，美国“对湄公河水位下降感到担忧”，并“与该地区一起呼吁中华人民共和国及时分享重要的水资源数据，包括上游大坝运行的信息”。3月3日，中國《环球时报》记者采访行业人士得到的信息以及相关数据，这一说法并不属实，且忽略了湄公河上游澜沧江上水电项目的积极作用。